# Maopak

Tekening van een "Maopak"

Het Maopak, in Volksrepubliek China en Republiek China (Taiwan) beter bekend als een Zhongshanpak vernoemd naar Sun Yat-Sen (Vader des Vaderlands van het moderne China), is een kledingstuk dat veel werd gedragen in China. 
In China wordt het pak geassocieerd met het moderne en anti-imperialistische gedachtegoed van Sun. Doordat het pak tijdens de maoïstische tijdperk van de Volksrepubliek China vrijwel door iedereen werd gedragen, staat het in het Westen bekend als een Maopak.
Na de stichting van de Republiek China werd het pak geïntroduceerd door Sun Yat-Sen als een nieuwe soort klederdracht. Het werd in het westen bekend na de Chinese Burgeroorlog, waarna het door Mao Zedong werd geïntroduceerd als tegenhanger van het kapitalistische pak. Sinds de jaren 90 is het pak in onbruik geraakt, door de invloed van colberts. Tegenwoordig wordt de Maopak alleen nog gedragen door Chinese hoogwaardigheidsbekleders van het Chinese vasteland en door Chinese republikeinen.

## Kleuren
Maopakken worden veelal vervaardigd in de volgende kleuren:
- wit
- zwart
- grijs
- donkerblauw
- mosterdgroen
- donkergroen
- bruin
- oranjebruin

Tijdens de Maoïstische tijdperk werden in de Volksrepubliek China vooral de kleuren donkerblauw (boeren) en donkergroen (andere burgers) gedragen.

## Geschiedenis

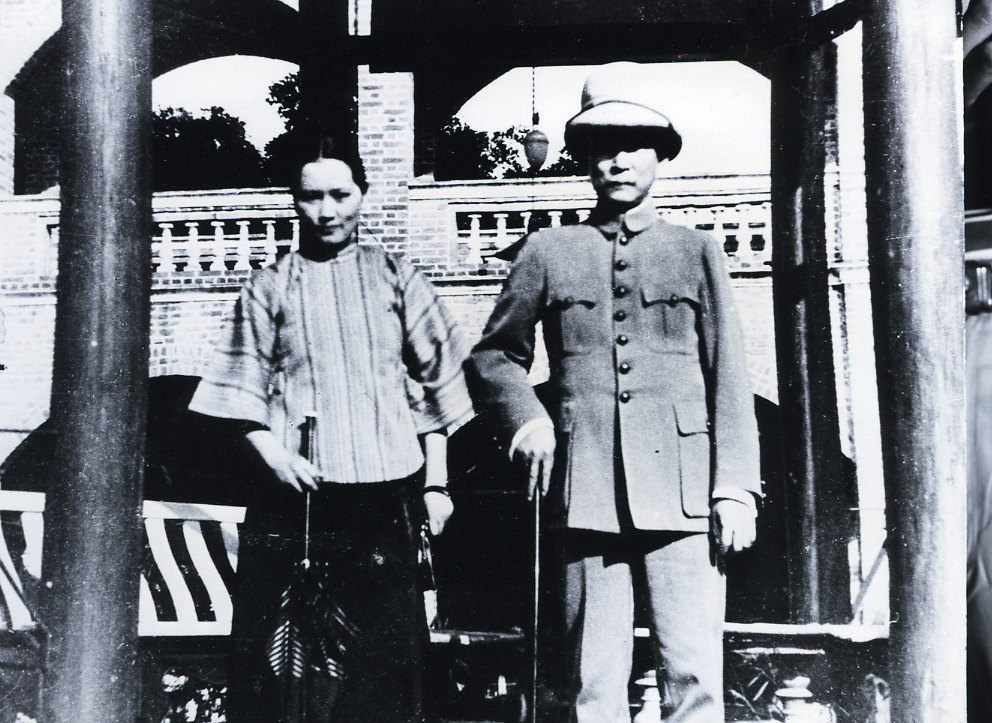
Dr. Sun in 'maopak'.

### Chinese republiek
Voordat de Republiek werd gesticht in 1912 werd in China vooral kleding gedragen naar gebruik van de Mantsjoes. Dit werd in China gezien als een vorm van onderdrukking en werd steeds minder populair. Na het uitroepen van de republiek werd het zhongshan-pak geïntroduceerd als vervanging van de oude kleding, maar zonder te veel invloeden van het westen. Dr. Sun Yat-Sen (ook wel Sun Zhongshan genaamd) was persoonlijk betrokken bij de ontwikkeling van het pak. Onder andere had het pak niet drie buitenzakken, zoals het geval was bij westerse pakken, maar vier, zodat de Chinese ideeën over symmetrie intact bleven.

### Volksrepubliek China
Nadat de Volksrepubliek was opgericht werd het pak steeds meer gedragen door het Chinese volk. Aangemoedigd door Mao Zedong (zelf een enorm liefhebber van het pak) werd het pak, vooral tijdens de Culturele Revolutie, door bijna elke man in China gedragen. Het werd een symbool voor de grote proletarische revolutie.

## Heden
Inmiddels wordt het pak nog weinig meer gedragen. De eerste leiders van China na het overlijden van Mao, waaronder Deng Xiaoping, droegen het pak nog wel, maar vanaf de jaren 90 raakte het pak in onbruik. Het wordt alleen nog sporadisch gezien tijdens officiële aangelegenheden van de Chinese staat en wordt ook nog gedragen door sommige oudere mensen.
Kim Jong Un, de leider van Noord-Korea draagt vaak een Maopak.